# Perská socialistická sovětská republika
Perská socialistická sovětská republika (persky جمهوری شوروی سوسیالیستی ایران‎‎), těž Gilánská republika rad (persky جمهوری گیلان‎) byla krátce existující republikou v íránské provincii Gílán. Založena byla roku 1920 Mirzou Kuchik Khanem při výpomoci rudé armády. Hlavním městem Perské sovětské socialistické republiky byl Rašt.